# Сулковице
Сулковице (пољ. Sułkowice) је град у Пољској у Војводству Малопољском у Повјату myślenicki. Према попису становништва из 2011. у граду је живело 6.468 становника.

## Становништво
Према прелиминарним подацима са пописа, у граду је 2011. живело 6.468 становника.
| 2002. | 2011. | 2012. |
| ----- | ----- | ----- |
| 6.208 | 6.468 | 6.537 |